# Província de Mardin
La província de Mardin (kurd: Parêzgeha Mêrdînê; siríac: ܗܘܦܪܟܝܐ ܡܪܕܝܢ; àrab: محافظة ماردين, Muḥāfaẓat Mārdīn; turc: Mardin ili) és una província de Turquia emplaçada prop del límit tradicional entre Anatòlia i Mesopotàmia amb una població de 737.852. La població era de 835.173 al 2000. La capital de la província és la ciutat de Mardin.
Els arameus de la zona, tot i que són molt reduïts en nombre a causa del genocidi assiri, sostenen els dos monestirs més antics del món, Dayro d-Mor Hananyo (turc: Deyrülzafaran, ‘Monestir de Saffron’) i Dayro d-Mor Gabriel (‘Monestir de Sant Gabriel’). La comunitat cristiana es concentra a l'altiplà de Tur Abdin i a la vila de Midyat, amb una comunitat més petita (aproximadament 100 persones) a la capital provincial.
Políticament, la zona presenta un frec a frec entre el governant Partit de la Justícia i el Desenvolupament, el kurd Partit Democràtic Popular, i el Partit Democràtic. Aquesta pugna de vegades és dura, especialment a les zones rurals de la província.

## Història
Per a tot el que fa referència a la història de la província, vegeu els apartats corresponents als articles Mardin, Kızıltepe, Nísibis i Tur Abdin

## Districtes
La província de Mardin está dividida en 10 districtes (el districte de la capital apareix en negreta):
- Dargeçit
- Derik
- Kızıltepe
- Mardin
- Mazıdağı
- Midyat
- Nísibis
- Ömerli
- Savur
- Yeşilli